# Dammsjön (Grangärde socken, Dalarna, 669263-145876)
Dammsjön är en sjö i Ludvika kommun i Dalarna och ingår i Dalälvens huvudavrinningsområde.